# Joy (film)
A Joy 2015-ben bemutatott amerikai film, amelyet David O. Russell rendezett.
A forgatókönyvet Annie Mumolo és David O. Russell írta. A producerei John Davis, Megan Ellison, Jonathan Gordon, Ken Mok és David O. Russell. A főszerepekben Jennifer Lawrence, Robert De Niro, Édgar Ramírez, Diane Ladd és Virginia Madsen láthatók. A film zeneszerzői West Dylan Thordson és David Campbell. A film gyártója a Fox 2000 Pictures, a Davis Entertainment Company, az Annapurna Pictures és a TSG Entertainment, forgalmazója a 20th Century Fox. Műfaja filmvígjáték, életrajzi film és filmdráma.
Az Egyesült Államokban 2015. december 25-én mutatták be a mozikban.

## Szereplők
| Szereplő | Színész                 | Magyar hang       |
| --- | ----------------------- | ----------------- |
| Joy Mangano | Jennifer Lawrence       | Földes Eszter     |
| Joy gyerekkorában | Isabella Crovetti-Cramp | Gyarmati Laura    |
| Rudy Mangano | Robert De Niro          | Kőszegi Ákos      |
| Neil Walker | Bradley Cooper          | Rajkai Zoltán     |
| Tony Miranne | Édgar Ramírez           | Csőre Gábor       |
| Mimi | Diane Ladd              | Hámori Ildikó     |
| Jackie | Dascha Polanco          | Mezei Kitty       |
| Jackie gyerekkorában | Emily Nunez             | Vida Sára         |
| Peggy | Elisabeth Röhm          | Létay Dóra        |
| Peggy gyerekkorában | Madison Wolfe           | Stern Hanna       |
| Terri Mangano | Virginia Madsen         | Vándor Éva        |
| Trudy | Isabella Rossellini     | Kovács Nóra       |
| Joan Rivers | Melissa Rivers          | Zakariás Éva      |
| Priscilla | Donna Mills             | Czifra Krisztina  |
| Danica | Susan Lucci             | Szórádi Erika     |
| Ridge | Maurice Benard          | Renácz Zoltán     |
| Clarinda | Laura Wright            | Hámori Eszter     |
| Bartholomew | Alexander Cook          | Jakab Csaba       |
| Toussaint | Jimmy Jean-Louis        | Galambos Péter    |
| Cindy | Drena De Niro           | Solecki Janka     |
| Gyáros | Ken Howard              | Barbinek Péter    |
| Sharon | Marianne Leone          | Andresz Kati      |
| Susan | Luisa Maria Badaracco   | Sipos Eszter Anna |
| Marv Brickman | Damien Di Paola         | Németh Gábor      |
| Todd | Bates Wilder            | Berzsenyi Zoltán  |
| Gregory | Michael DeMello         | Hegedüs Miklós    |
| Gerhardt | Ken Cheeseman           | Rosta Sándor      |
| Christie tinédzserkorában | Eliana Adise            | Károlyi Lili      |
| Mateo atya | Mateo Gómez             | Forgács Gábor     |
| További magyar hangok |                         |                   |
| Bálint Adrienn, Bárány Virág, Bolla Róbert, Formán Bálint, Hannus Zoltán, Kapácsy Miklós, Katona Zoltán, Kiss László, Lamboni Anna, Martin Adél, Mesterházy Gyula, Petridisz Hrisztosz, Szűcs Anna Viola, Szűcs Péter Pál, Tarján Péter, Téglás Judit, Vágó Bernadett, Vámos Mónika, Vida Bálint |                         |                   |

## Fordítás
- Ez a szócikk részben vagy egészben  a   Joy (2015 film) című angol Wikipédia-szócikk fordításán alapul.  Az eredeti cikk szerkesztőit annak laptörténete sorolja fel. Ez a jelzés csupán a megfogalmazás eredetét és a szerzői jogokat jelzi, nem szolgál a cikkben szereplő információk forrásmegjelöléseként.